# Jacob Spoel

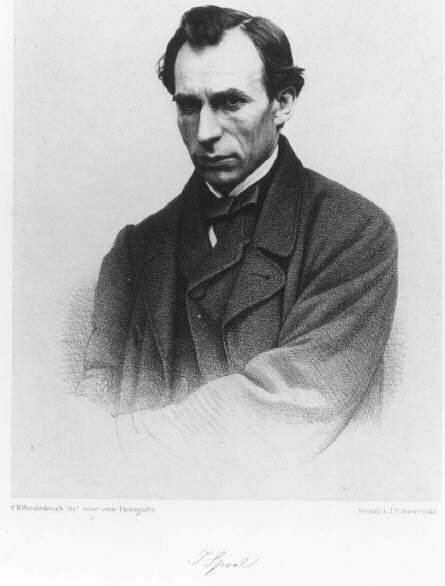
Jacob Spoel, c. 1865

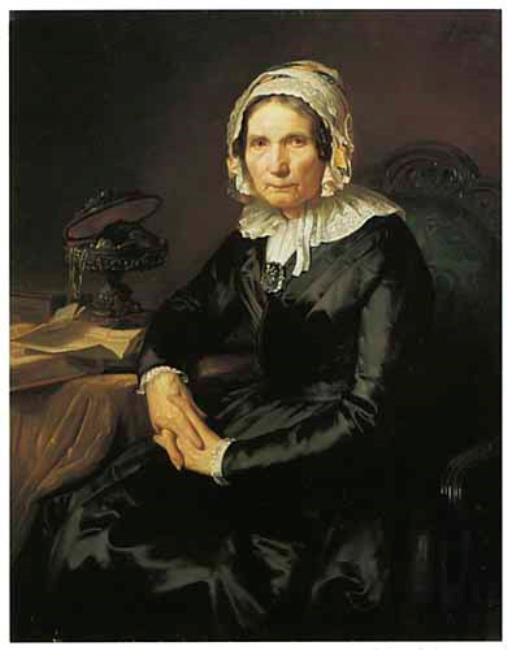
Porträt einer älteren Dame

Jacob Spoel (* 18. Oktober 1820 in Rotterdam; † 30. Oktober 1868 ebenda) war ein niederländischer Porträt-, Historien- und Genremaler sowie Kunstpädagoge. 
Spoel war Schüler von Willem Hendrik Schmidt (1809–1849) bei der Gesellschaft „Hierdoor tot Hoover“ in Rotterdam. Als Schmidt später sich in Delft niederließ, besuchte ihn Spoel fast jede Woche. 
Er unternahm 1854 eine Studienreise nach Deutschland, Frankreich und Belgien. 1861 besuchte er Antwerpen.
Zunächst malte er nur Porträts, später mehr Historien- und Genrebilder. Er beschäftigte sich auch mit der Lithografie.
Er unterrichtete an der Akademie van Beeldende Kunsten en Technische Wetenschappen te Rotterdam.